# 岩城隆政
岩城 隆政（いわき たかまさ）は、江戸時代後期の大名。出羽国亀田藩11代藩主。
天保13年（1842年）7月12日、8代藩主・岩城隆喜の六男として生まれる。安政2年（1855年）12月28日、兄の10代藩主・隆信の死去により、末期養子として家督を継いだ。安政3年（1856年）2月28日、江戸幕府13代将軍・徳川家定に御目見し、同年12月16日に従五位下・修理大夫に叙位・任官する。
文久元年（1861年）8月12日、亀田で死去した。享年20。跡を弟で養嗣子の隆邦が継いだ。

## 系譜
父母
- 岩城隆喜（実父）
- 菊瀬、松雲院（実母） - 側室
- 岩城隆信（養父）

養子
- 岩城隆邦 - 隆喜の七男